# Open Barletta 2007
L'Open Barletta 2007 è stato un torneo di tennis facente parte della categoria ATP Challenger Series nell'ambito dell'ATP Challenger Series 2007. Il torneo si è giocato a Barletta in Italia dal 19 al 25 marzo 2007 su campi in terra rossa e aveva un montepremi di $25 000+H.

## Vincitori

### Singolare
Carlos Berlocq ha battuto in finale  Werner Eschauer che si è ritirato sul punteggio di 3–6, 7–6(8), 2-0

### Doppio
David Marrero /  Albert Portas hanno battuto in finale  Alessandro Motti /  Simone Vagnozzi con il punteggio di 6–4, 6–4